# 白須賀貴樹
白須賀 貴樹（しらすか たかき、1975年3月16日 - ）は、日本の政治家。
衆議院議員（3期）、復興大臣政務官・内閣府大臣政務官・文部科学大臣政務官を務めた。

## 概要
千葉県流山市生まれ。1993年3月、土浦日本大学高等学校卒業。
2000年3月に東京歯科大学歯学部を卒業し、4月に東京歯科大学口腔外科学講座へ入局して学校法人白須賀学園野田聖華幼稚園理事長となる。2004年に白須賀歯科クリニックを開業し、2005年7月に流山中央福祉会南流山聖華保育園を設立して理事長となる。
2007年第21回参議院議員選挙に自由民主党公認で千葉県選挙区から立候補するも、387,395票で次点となり落選。
2010年7月、自民党千葉県第13選挙区支部長に就任。2011年4月に社会福祉法人樹聖華いつき保育園を設立して理事長となる。
2012年の第46回衆議院議員総選挙に千葉13区から立候補して初当選。
2014年の第47回衆議院議員総選挙で再選される。
2017年の第48回衆議院議員総選挙で3選される。
2018年10月4日、第4次安倍改造内閣で文部科学大臣政務官兼内閣府大臣政務官兼復興大臣政務官に任命される。
2021年2月17日、不祥事が報じられ、同日自民党を離党した（後述）。同年の第49回衆議院議員総選挙には不出馬。

## 人物
- 2019年から白須賀本人や秘書の不祥事が相次ぎ、千葉13区域の自由民主党の県議会議員ら9人が、白須賀に代わり鎌ケ谷市長の清水聖士を党候補者として擁立を求める請願書を県連に提出[5]した。これに対し、13区域内の富里、酒々井、栄の自民党地域支部地方議員58名から、白須賀を支援する嘆願書が寄せられた[6]。
- 離党前は清和政策研究会（細田派）に所属した[7]。
- 現住所は東京都文京区本駒込[8]。

## 不祥事・批判

### 政治資金収支報告書の未記載
2015年7月、白須賀が代表を務める「自由民主党千葉県第十三選挙区支部」が、2011年～2013年に自民党本部から受け取った政党助成金計3,550万円を、政治資金収支報告書に記載していないことが明らかとなった。白須賀の事務所は取材に対し、政党交付金使途報告書には記載しているとして「収支報告書への記載は必要ないと思っていた」と説明した。

### 山尾志桜里議員へのヤジ
2016年2月29日の衆議院予算委員会で、民主党の山尾志桜里の「保育園落ちた日本死ね」ブログを取り上げた質疑に対して、「誰が書いたんだよ」「匿名だよ、匿名」「ちゃんと本人を出せ」「うざーい」「やめろよ、やめろ」などとヤジを飛ばしたと報道された。

### マタニティハラスメント疑惑
2018年3月29日に働き方改革関連法案を議論する、自民党の厚生労働部会などの合同会議で、自身が運営する保育園で病児保育のため採用した看護師について「雇って1カ月後には実は妊娠して産休に入ると（言ってきた）。人手不足で募集したのに、それは違うだろと言った瞬間に労基（労働基準監督署）に駆け込んだ」と発言した。白須賀は保育園側に非があるとした労働基準監督署に関して、「中小企業の実情と労基の指導の仕方がずれている。事情を踏まえるよう、労基に徹底的に指導してもらいたい」と語った。

### 秘書の当て逃げ事故
2019年1月12日、自らの公設秘書が、白須賀を乗せ会合へ出席のために選挙区内の千葉県松戸市を移動中に狭い道路で対向車と接触事故を起こし、双方のドアミラーを破損させたにもかかわらず、事故後に現場から立ち去ったとして、道路交通法の事故不申告容疑で罰金1万5,000円の略式命令を受けた。この日は文部科学政務官だった白須賀が緊急事態に備えて東京に待機する「在京当番」だったことが判明している。白須賀は「当時は助手席で眠っていて事故に気づかなかった」「2月末に車の修理業者から「警察が捜している」と連絡を受けて事故を把握した」と釈明した。
白須賀は政務官に就任して以来半年の間に、1時間以内に内閣総理大臣官邸へ参集しなければならない「在京当番」日のうち、13日間も千葉県内に滞在したことが判明している。

### 秘書らによる選挙妨害事件
2019年4月に実施された千葉県議会議員選挙の富里市選挙区で、初当選した新人女性県議高橋祐子が河野太郎外務大臣とともに写るポスター120枚が民家の敷地内など約40か所で剥がされた。9月に千葉県警察は、白須賀の公設秘書と私設秘書、富里市の土木会社の関係者2人を公職選挙法の自由妨害違反容疑で書類送検したが、千葉地方検察庁は秘書らを不起訴処分とした。
富里市選挙区は、白須賀の選挙区である衆院千葉13区内にあり、県議選で白須賀が支援する杉山治男は、当該女性県議に2倍以上の得票差で完敗した。
被害にあった高橋県議は「やられたこと自体はもちろん考えられないことですが、それ以上に、不起訴になったことが驚きでした。秘書も自供してすべて明らかになっているのに、許されてしまうのは大きな問題。『千葉はポスターをはがしても許される』という前例を作ることになってしまう」と述べた。

### 中国企業から100万円受領
2019年12月25日に、衆議院議員の秋元司が逮捕された贈収賄事件などに絡み、秋元とともに中華人民共和国深圳市にある500ドットコムの本社を訪れ経営陣と面会し、マカオにあるショッピングセンターの通路上で、同社元顧問から100万円を受領し、東京地検特捜部は関係先として、印西市の地元事務所を家宅捜索した。白須賀は100万円の受領を認めたが、白須賀の統合型リゾートに関する職務権限が認められず、収賄罪の立件は見送られた。
白須賀は受領した100万円で、イヴ・サン＝ローランのバッグを購入したりカジノで利用し、残余の現金は日本へ持ち帰った。受領相手は思い出せないが、100万円受領や高級バッグの購入は認めて「非常に反省している」と釈明した。
白須賀は千葉市長熊谷俊人や千葉市幹部に「千葉市の状況を教えてほしい」「事業者の話も聞いてほしい」と声をかけ、中国企業「500ドットコム」の関係者と引き合わせた。

### 緊急事態宣言下の夜に会員制高級ラウンジ通い問題
2021年2月17日、週刊文春により、緊急事態宣言中における高級会員制ラウンジへの訪問が報道された。これを受けて白須賀は自民党に離党届を提出して了承された。記者団の質問に対し「お店が潰れてしまうという話を聞き、お金を落としてあげようと思った」と説明。第49回衆議院議員総選挙に出馬せず引退すると表明したが、議員辞職は否定した。同年3月21日執行の千葉県知事選挙に自民党推薦で出馬予定の関政幸県議の陣営は即日、白須賀との2連ポスターの撤去を開始した。

## 政策・主張
- 憲法9条の改正と集団的自衛権の行使容認に賛成[29]。
- アベノミクスを評価する[29]。
- 原発は日本に必要だ[29]。
- 村山談話・河野談話を見直すべきだ[29]。
- ヘイトスピーチを法律で規制することに反対[29]。
- 特定秘密保護法は日本に必要だ[29]。
- カジノ解禁に賛成[29]。
- 選択的夫婦別姓制度の導入に反対[30]。
- 受動喫煙防止を目的に飲食店などの建物内を原則禁煙とする健康増進法改正に反対[31]。

## 所属団体・議員連盟
- 国際観光産業振興議員連盟
- 時代に適した風営法を求める会（パチンコ議連）
- 自民党たばこ議員連盟[32]
- 神道政治連盟国会議員懇談会[33]
- みんなで靖国神社に参拝する国会議員の会[33]
- 文化芸術懇話会[34]
- パチンコチェーンストア協会（政治分野アドバイザー[35]）
- 国民歯科問題議員連盟[36]

## 著書

### 寄稿
- 自民党国家戦略本部 編『日本未来図2030』、日経BP社、2014年12月、ISBN 4822225194